# Оршанская впадина
Оршанская впадина — отрицательная тектоническая структура Восточно-Европейской платформы.

## Расположение
Впадина простирается на север и северо-восток и разделяет Белорусскую и Воронежскую антеклизы. Небольшое ответвление Оршанской впадины тянется на юго-запад до города Червень и образует Червенский структурный залив. На востоке граничит с Ярцевским погребенным выступом, на севере через слабо выраженную Велижскую седловину сливается с Торопецко-Вяземским прогибом, на западе соединяется с Латвийской седловиной, Вилейским погребенным выступом Белорусской антеклизы, на юго-востоке — с Суражским погребенным выступом Воронежской антеклизы, на юге — со Жлобинской седловиной, на юго-западе — с Бобруйским погребенным выступом Белорусской антеклизы. Длина Оршанской впадины около 250 км, ширина от 120 до 210 км.

## Геологическое строение и структура
Кристаллический фундамент в пределах впадины опускается от оценок −0,8 до −1,7 км. Заполнено рифейскими и вендскими отложениями мощностью от 1 км и более. Рифейские и нижневендские образования составляют нижнебайкальский структурный комплекс. Выше залегают средне- (на всей площади впадины) и верхнедевонские (на востоке) отложения, которые образуют герцинский структурный комплекс. На юге встречаются верхнеюрские, меловые, местами палеогеновые и неогеновые отложения. На всей территории впадины развиты породы четвертичного периода.
Как структурные элементы 2-го порядка по поверхности фундамента и рифейских отложений в пределах Оршанской впадины выделяются Витебская мульда и Могилевская мульда, разделенные Центральнооршанским горстом. По поверхностях кристаллического фундамента, верхне-протерозойских и девонских отложений выделяется ряд локальных структур. Большинство из них слабо изучены. Формирование Оршанской впадины началось и закончилось в позднем протерозое, наиболее интенсивно его развитие проявилось в рифее. По поверхности девонских и вышележащих отложений Оршанская впадина не выделяется. Девонские образования моноклинально опускаются на восток и составляют западный борт Московской синеклизы. Юрские, меловые, палеогеновые и неогеновые отложения погружаются на юг и образуют северный край Припятской синеклизы.